# Vassbåt (leksak)

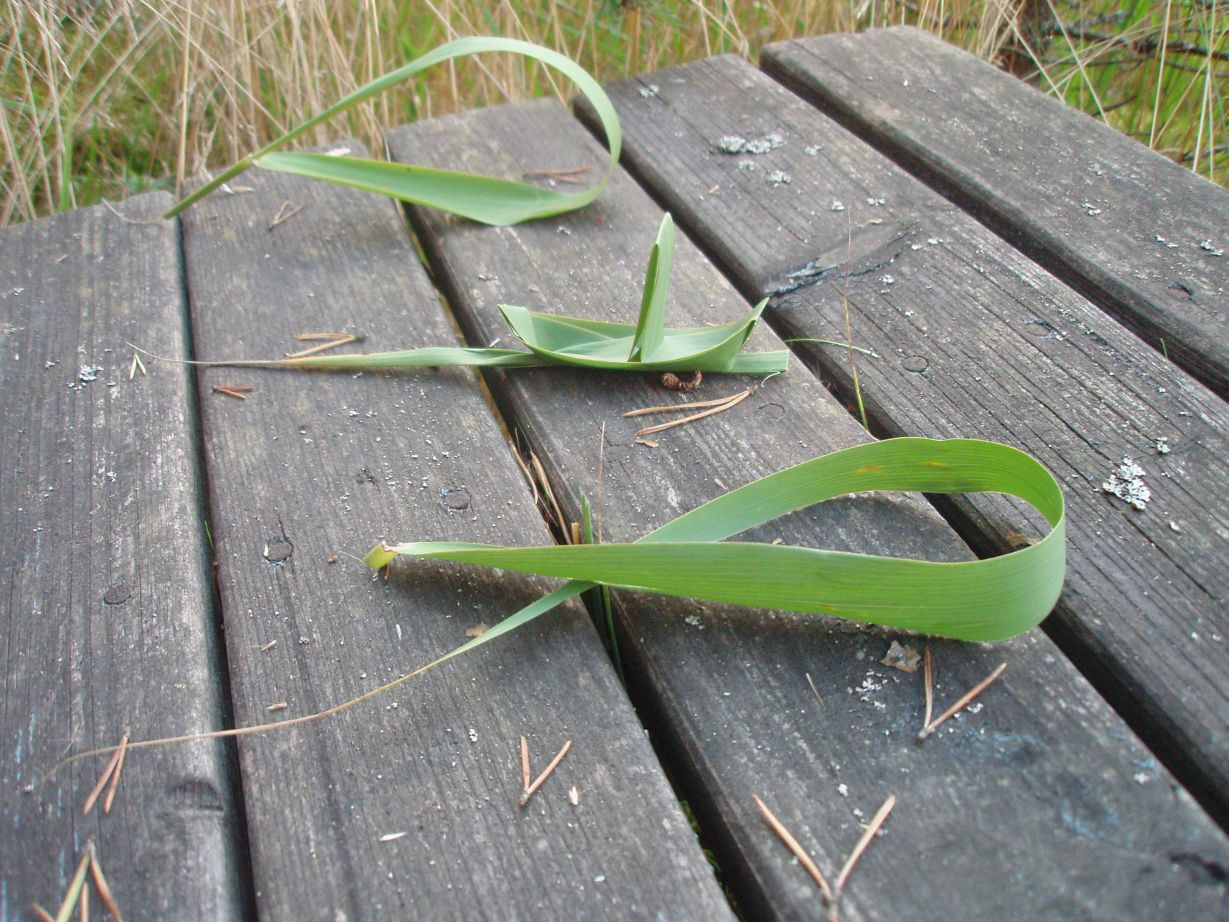
Vassbåtar av olika typ. Den mellersta är stabilast och seglar bäst, i synnerhet i hårdare vind, medan den bortersta är enklast att tillverka, och snabbast i svag vind

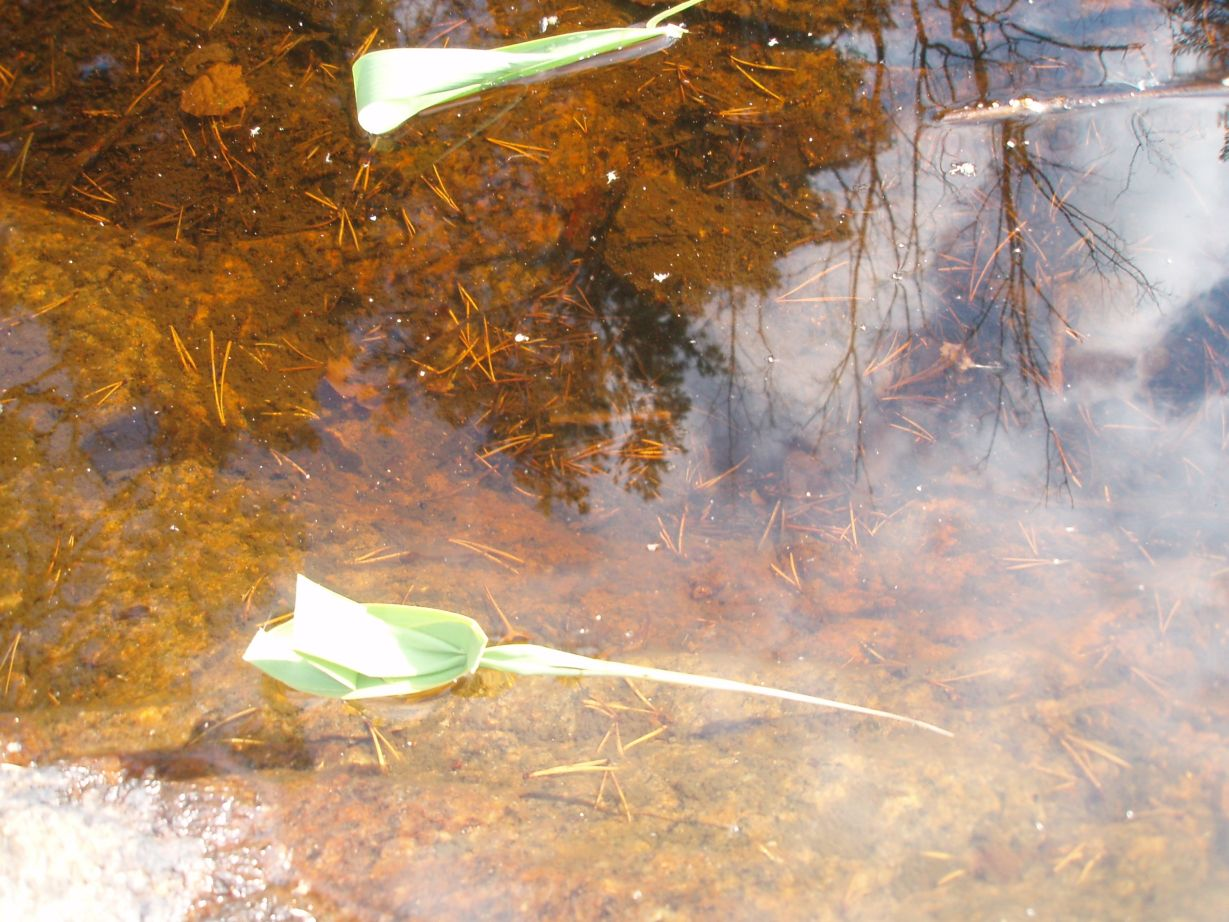
Vassbåtar på vattnet

Vassbåt är en traditionell leksak som tillverkas av blad från vass (Phragmites australis). Bladen är rätt stora och styva vilket gör att man kan arbeta med dem och de har dessutom en vattenavstötande yta som lämpar dem för tillverkning av flytande föremål. Den vanligaste typen är en enkel båge som uppstår då man endera sticker bladspetsen tillbaka genom den stump av vassröret som naturligt följer med då man plockar det, eller sticker den genom bladet. Det går även att göra mer komplexa farkoster, bland annat en som är snarlik ett vikingaskepp.
I andra delar av världen är det vanligt med andra material för att göra båtar av blad, som exempelvis bambu eller svärdslilja.